# 1-й Медведковский мост
1-й Медве́дковский мост — автомобильный и трамвайный мост в Москве через реку Яуза, находится в Северо-Восточном административном округе, между районами Южное Медведково и Бабушкинский и соединяет улицу Менжинского и проезд Дежнёва. Построен в 1964 году. Назван по бывшему селу Медведково, в районе которого расположен.

## Окрестности

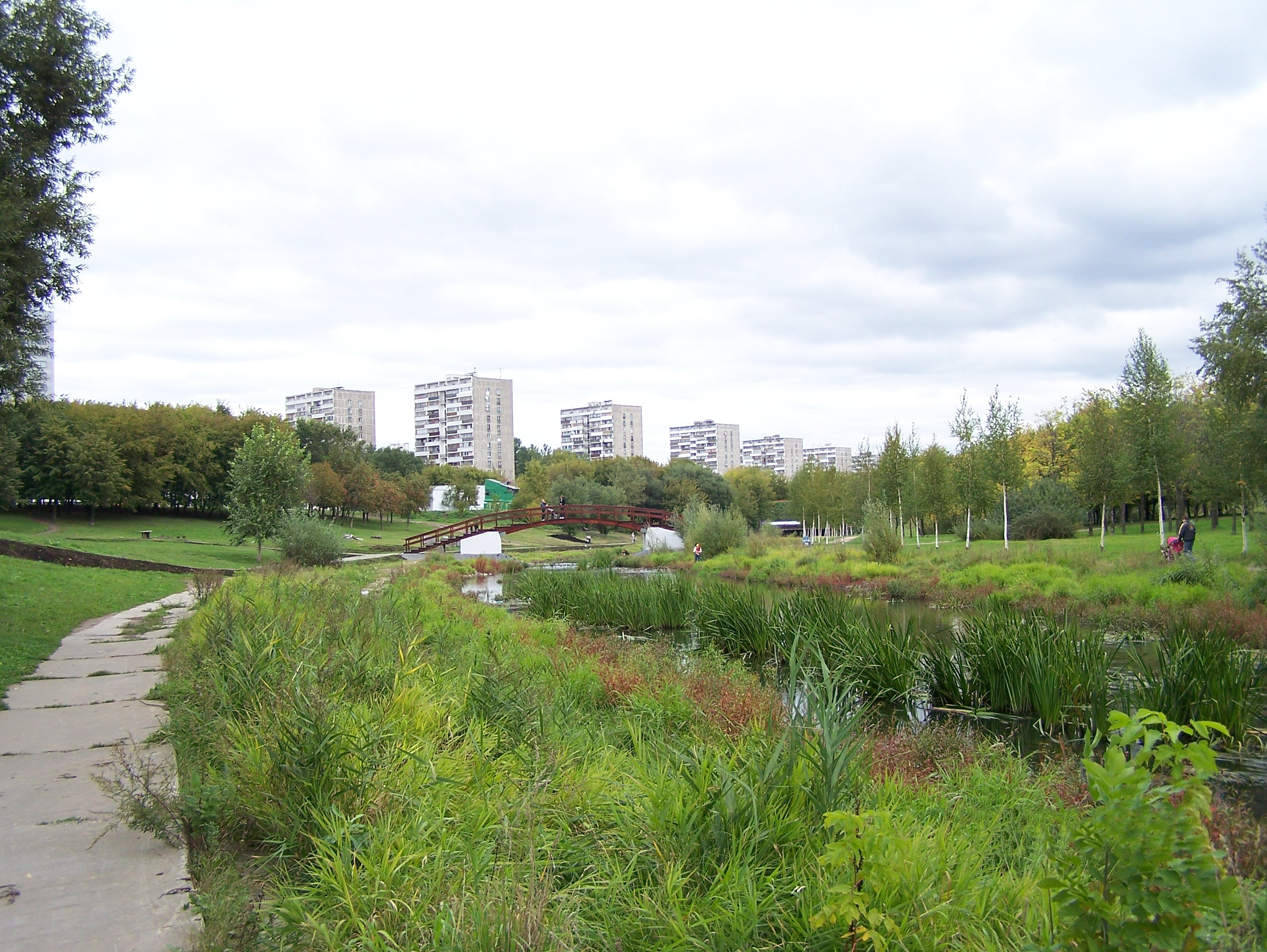
2-й пешеходный мост между 1-м Медведковским мостом и Медведковским метромостом, деревянный.

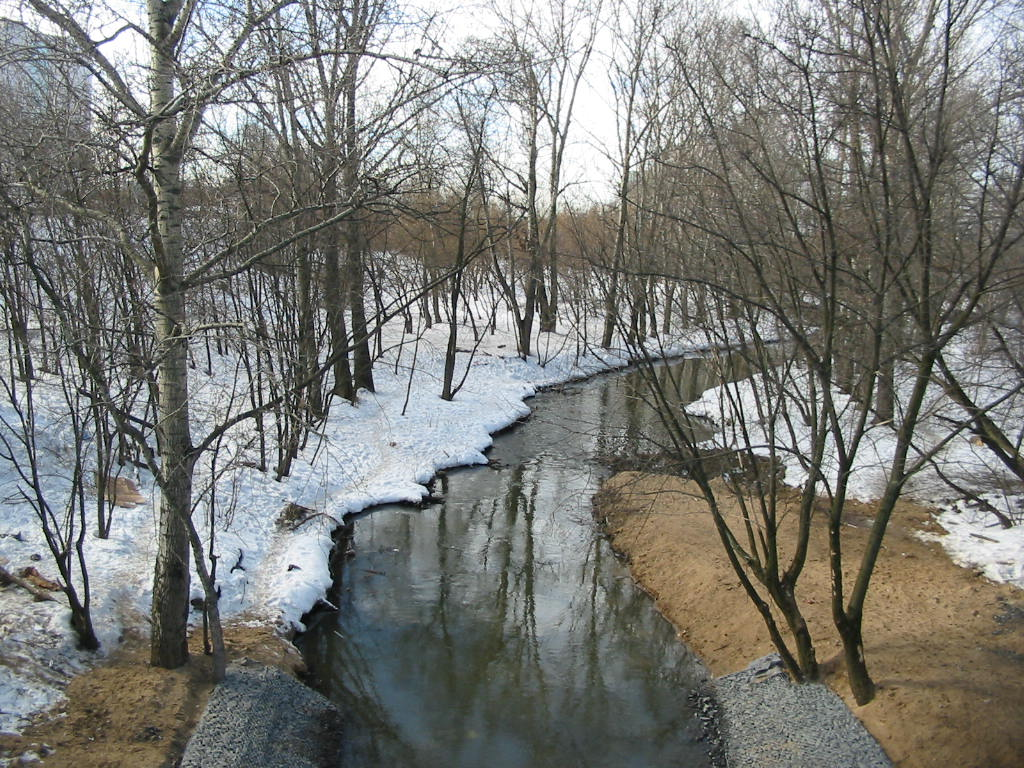
Вид с моста на реку Яузу вниз, до благоустройства с дорожками (2003)

Вверх по течению Яузы, практически до моста Енисейской улицы, располагается рекреационная зона и два пешеходных моста . Первый — бетонный — соединяет улицу Молодцова и Староватутинский проезд. Выходы на Сухонскую улицу и Олонецкий проезд. Движения автотранспорта по мосту нет — во избежание этого при въезде на него установлены бетонные блоки. Мост однопролётный, железобетонный. Ширина приблизительно 8 метров, длина — около 50 метров. Около моста, со стороны улицы Сухонская, часто проводятся так называемые Ярмарки выходного дня.
В 2007-м году, ко дню города, к северу от первого пешеходного моста был построен второй — декоративный деревянный. Он соединяет район между улицей Грекова и Заревым проездом с Олонецким проездом Бабушкинского района.
В 2007 году был проведён капитальный ремонт моста. 